# Красна Звєзда (Куртамиський округ)
Красна Звєзда́ (рос. Красная Звезда) — присілок у складі Куртамиського округу Курганської області, Росія.
Населення — 68 осіб (2010, 186 у 2002).
Національний склад станом на 2002 рік:
- росіяни — 55 %
- казахи — 41 %